# Préventorium d'Écouis
Le Préventorium d'Écouis, situé à Écouis (Eure) est le lieu de transit mis à la disposition de l'Œuvre de secours aux enfants (l'OSE, le 6 juin 1945, par le gouvernement français, où 426 enfants revenant de déportation, les Enfants de Buchenwald vont pouvoir se rétablir des conséquences de la guerre.

## Histoire

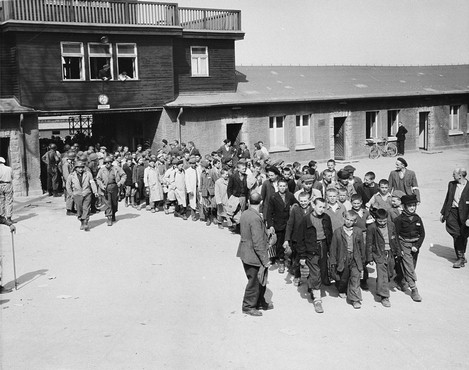
Enfants survivants de Buchenwald escortés par des soldats américains, sortant par la porte principale du camp, pour se rendre à un hôpital américain pour y être traités, 17 avril 1945

Le 11 avril 1945, l'armée américaine libère le camp de concentration de Buchenwald et découvre parmi les 20 000 détenus rescapés, 1 000 enfants.
L'Organisation de secours aux enfants entreprend des démarches pour rapatrier une partie de ces enfants en France.
Le gouvernement provisoire de la République confie à l'OSE 426 de ces jeunes,,,,,,,.

## Personnalités passées par Écouis
- Les enfants :
  - Israel Meir Lau (Lulek)[10],[11]Naphtali Lau-Lavie
  - Elie Wiesel
  - Menashe Klein
  - Élie Buzyn

- Les adultes :
  - Alfred Brauner
  - Françoise Brauner
  - Ernest Jouhy
  - Rachel Minc
  - Eugène Minkowski
  - Capitaine Rosen, directeur d'Écouis, ancien du Maquis[12]

Enfants de Buchenwald
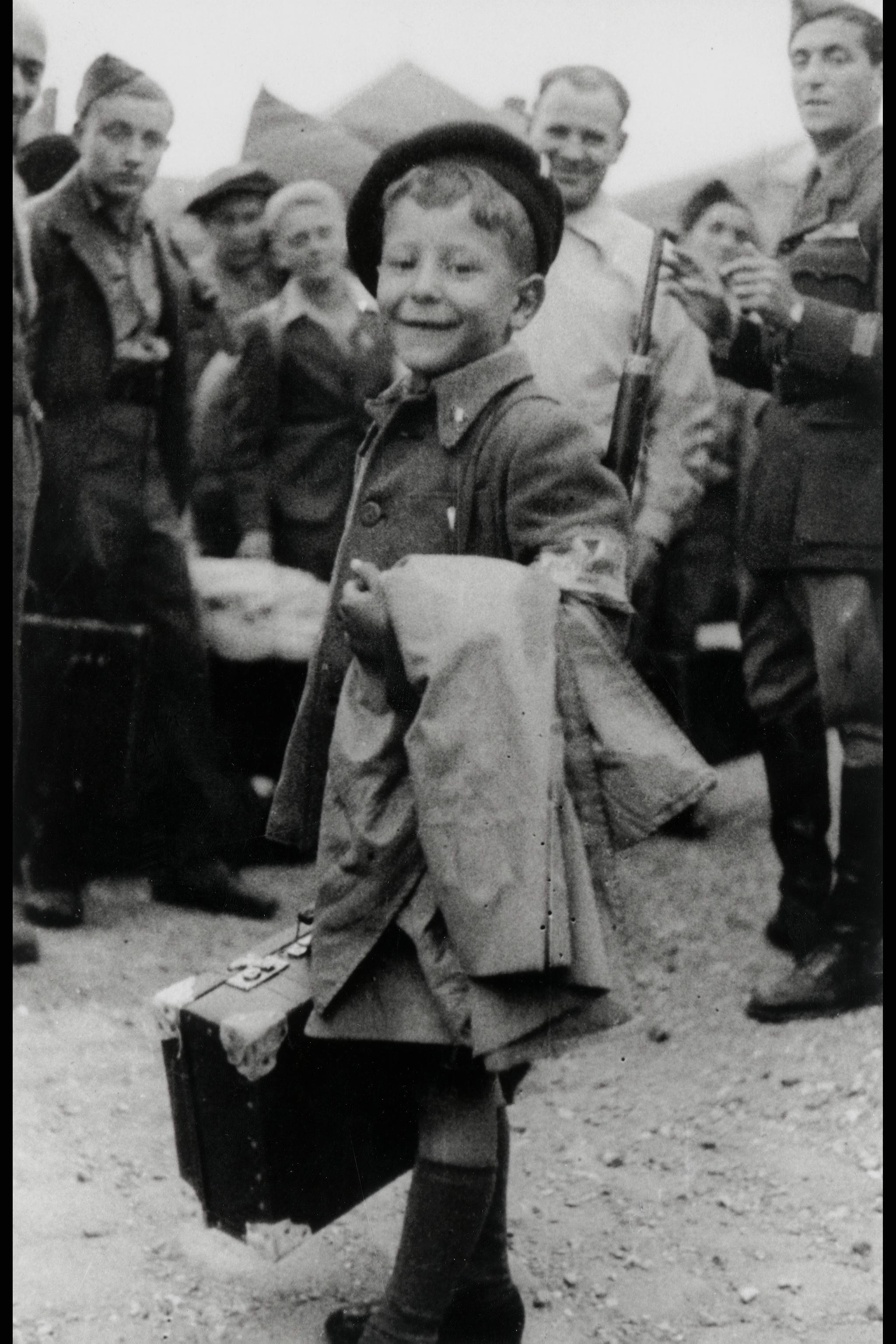
Israël Meir Lau (8 ans) quittant Buchenwald, 11 avril 1945
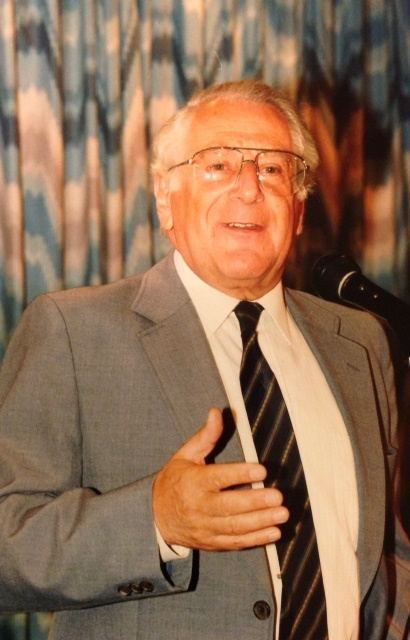
Naphtali Lau-Lavie
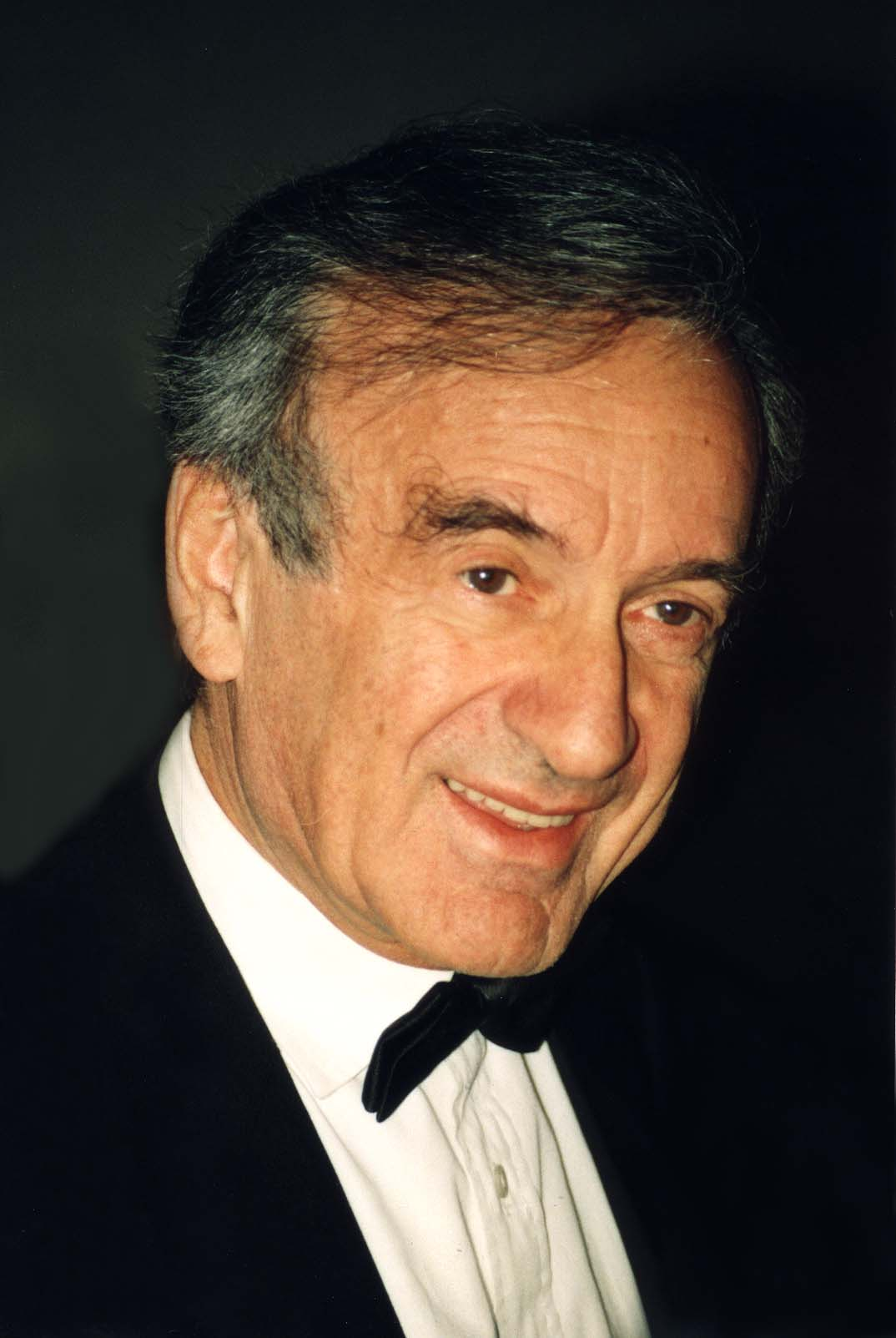
Elie Weisel
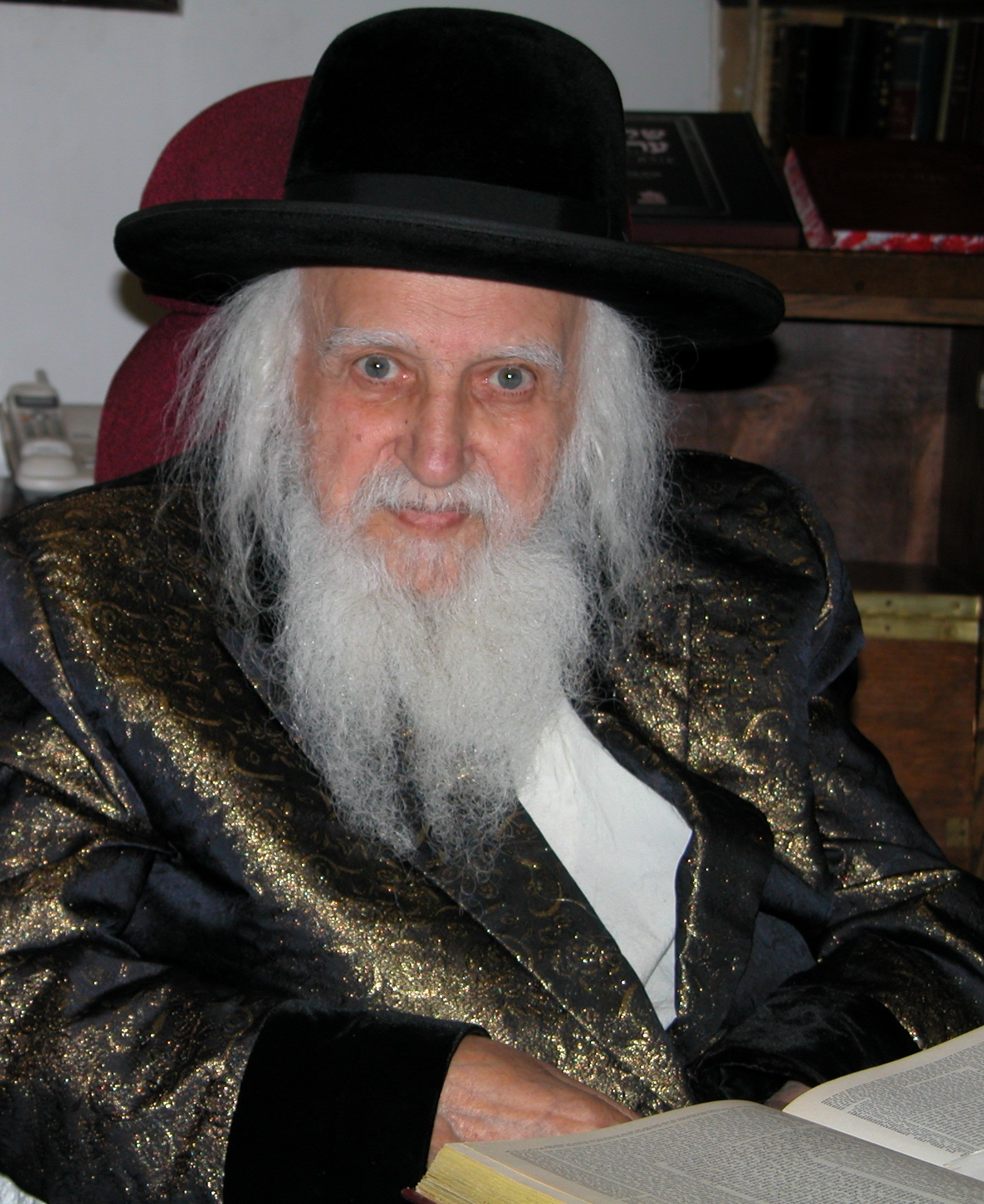
Menashé Klein